# Patriarcat orthodoxe d'Antioche

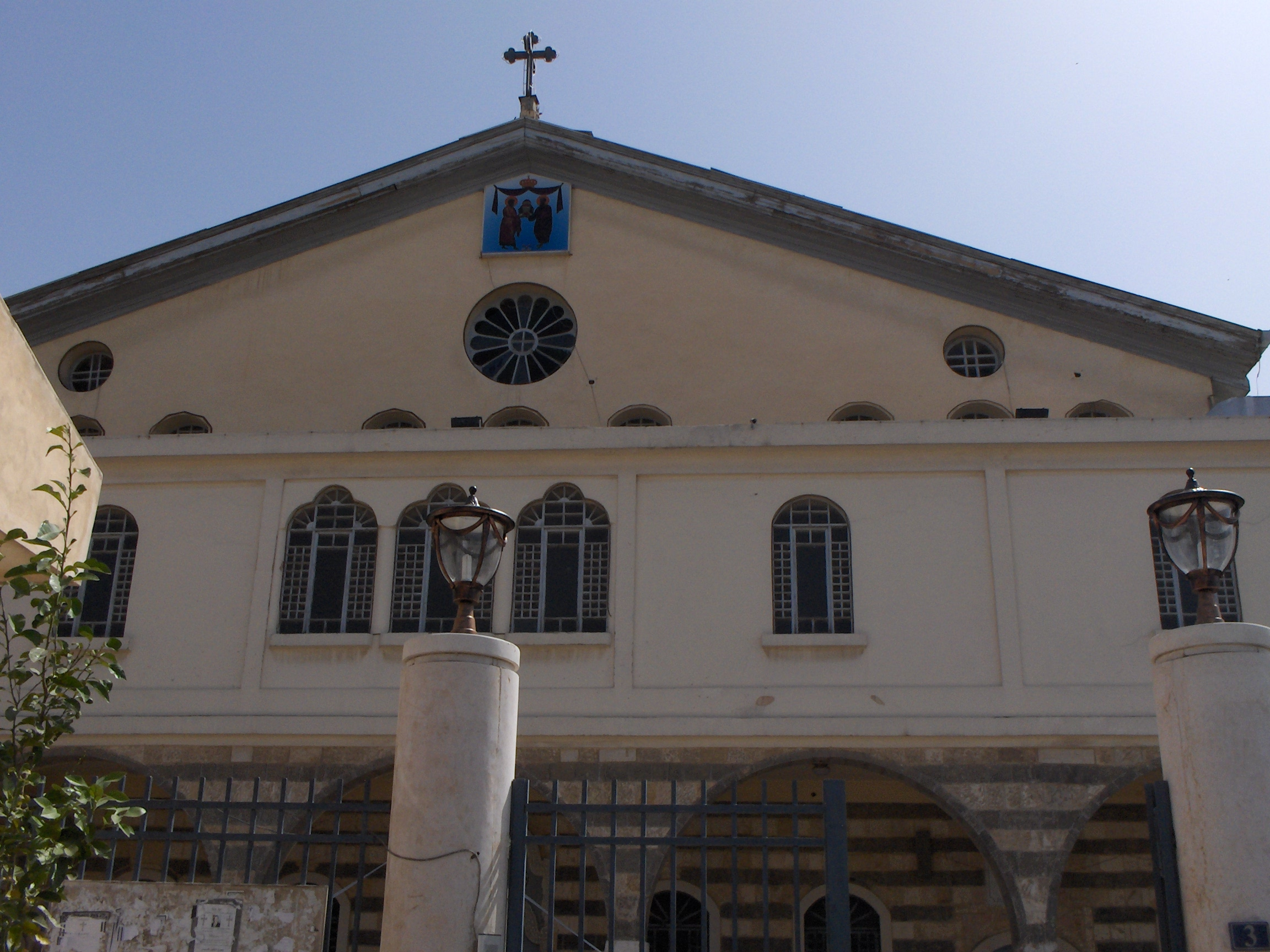
La cathédrale mariamite de Damas.

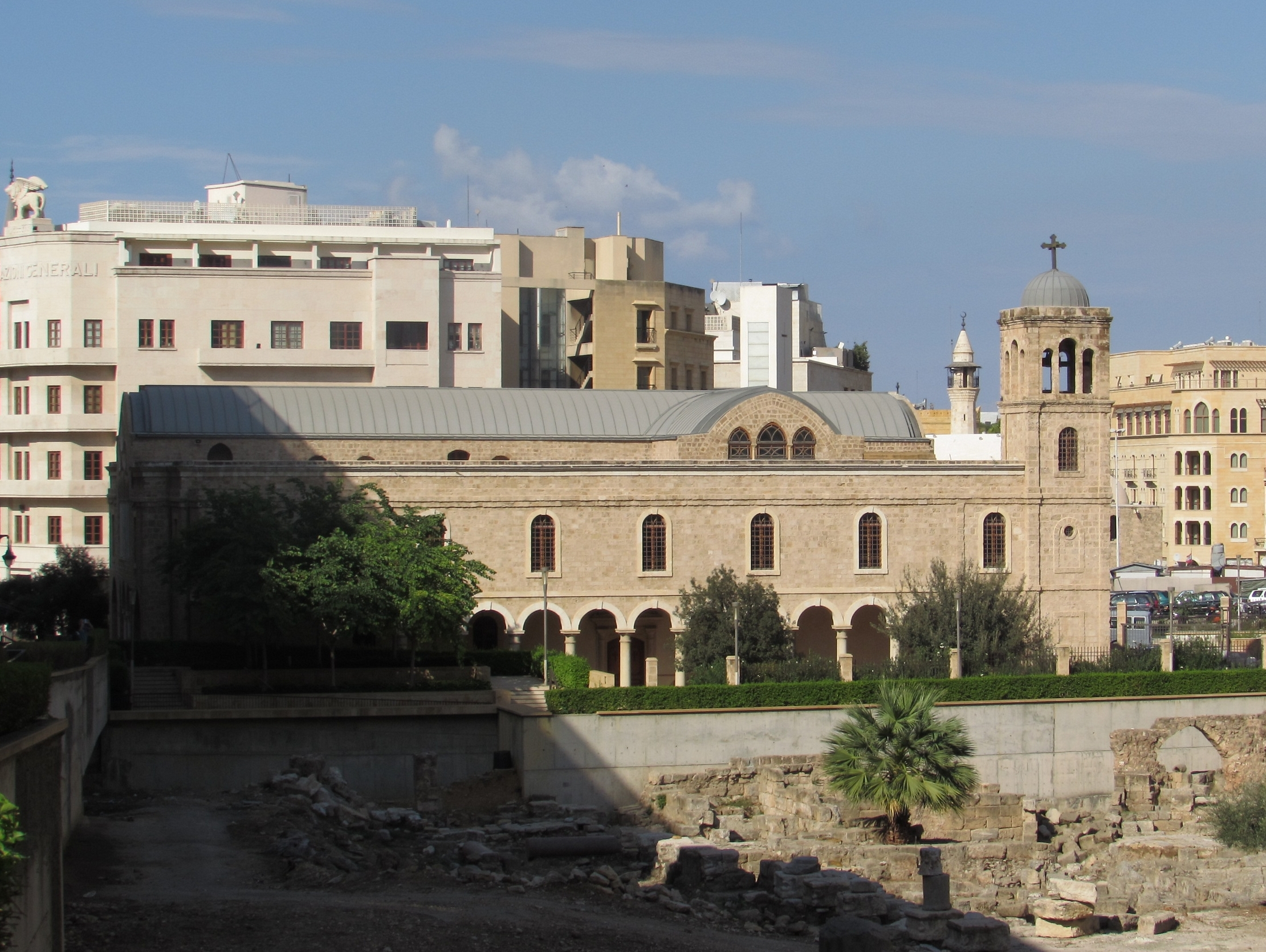
La cathédrale grecque-orthodoxe Saint-Georges de Beyrouth.

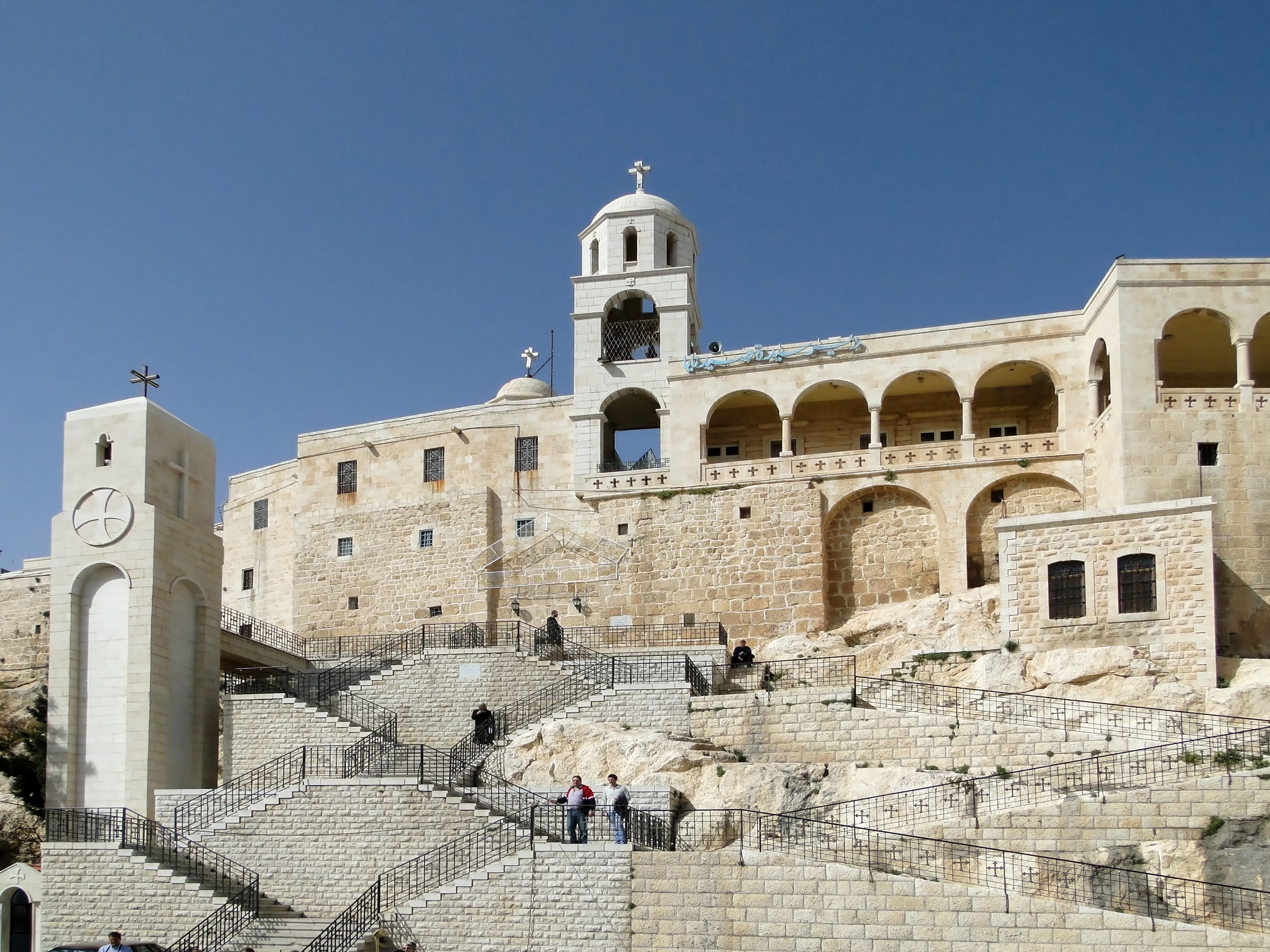
Le monastère Notre-Dame de Seidnaya.

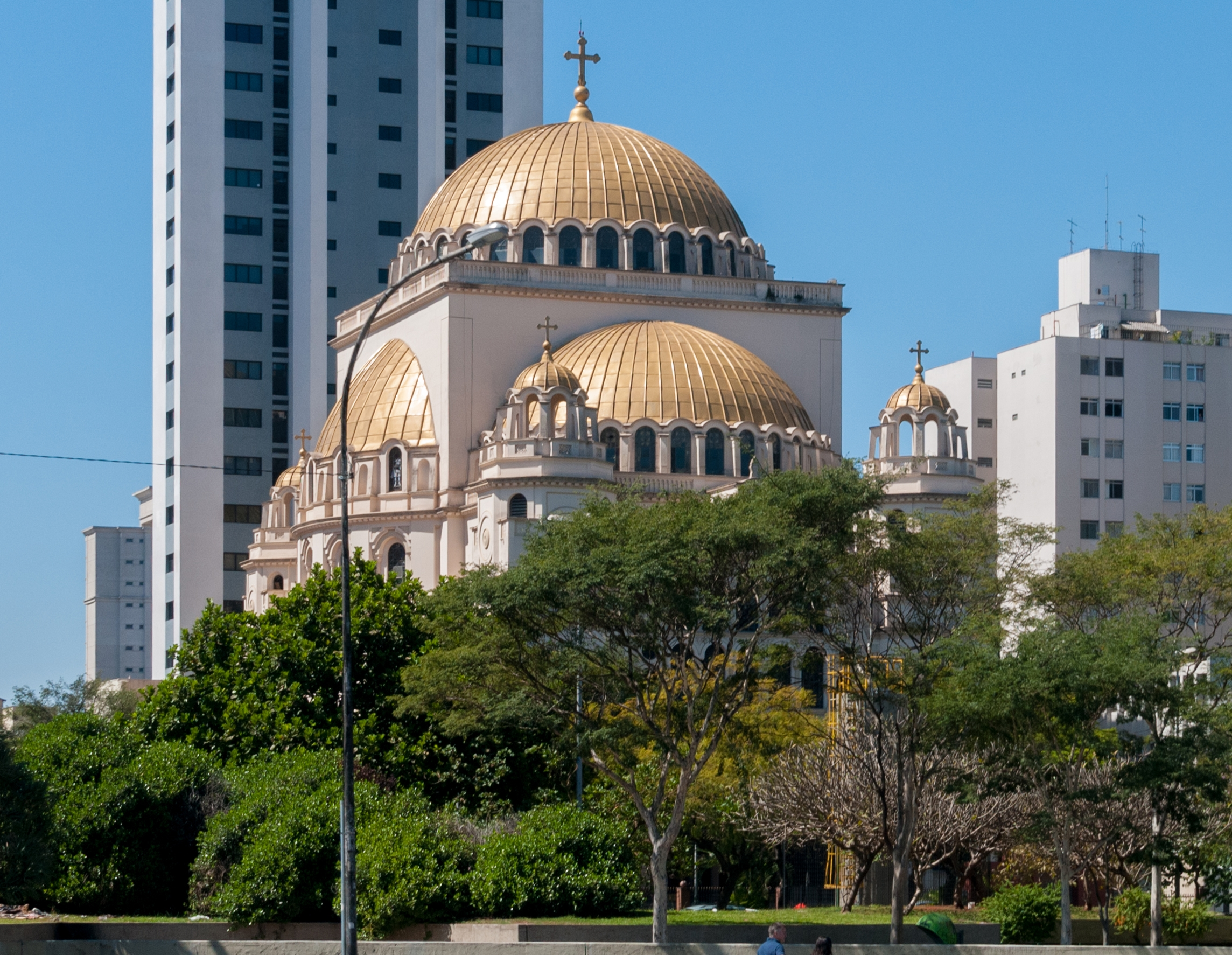
La cathédrale métropolitaine orthodoxe de São Paulo.

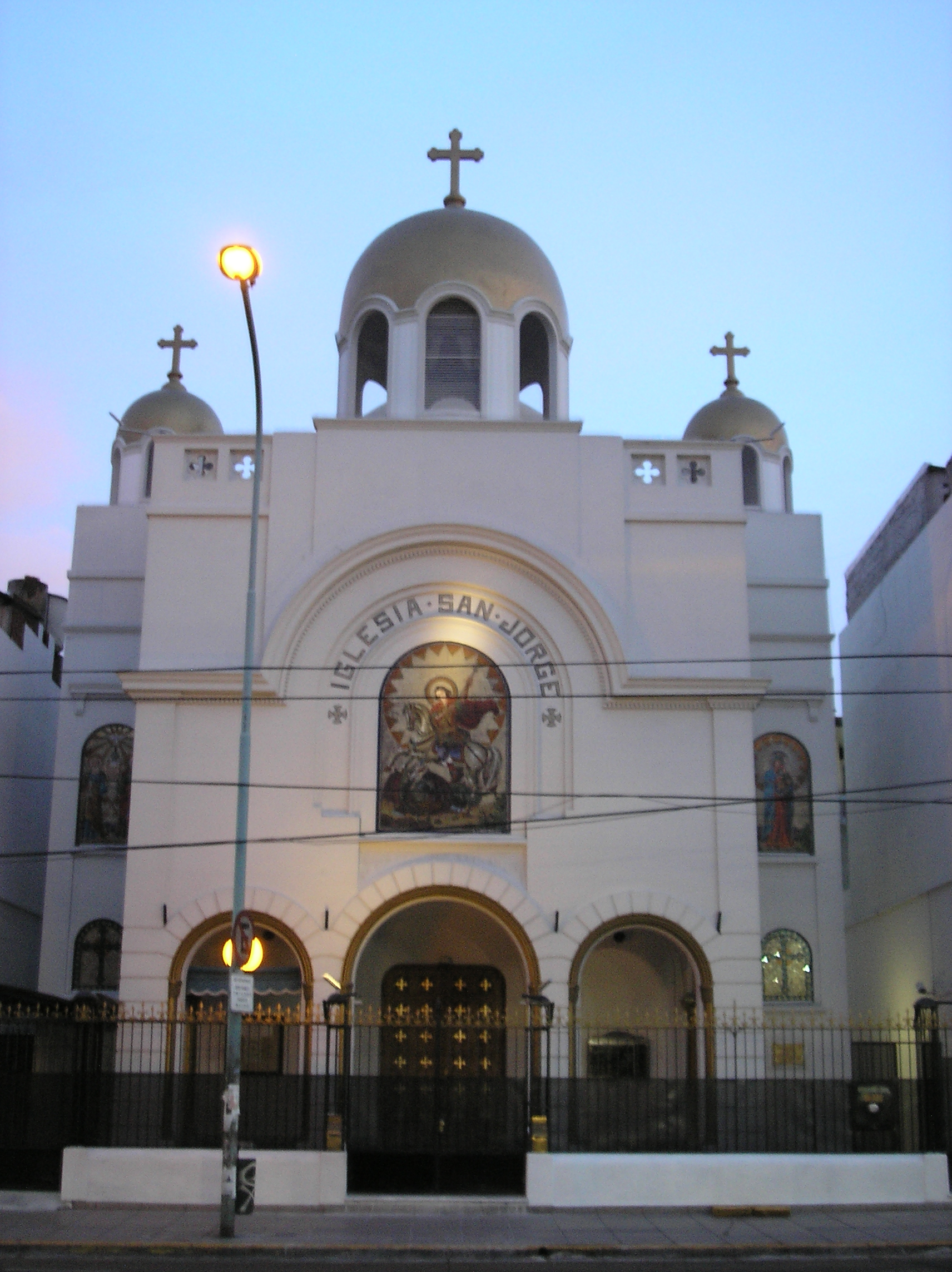
La cathédrale orthodoxe Saint-Georges de Buenos Aires.

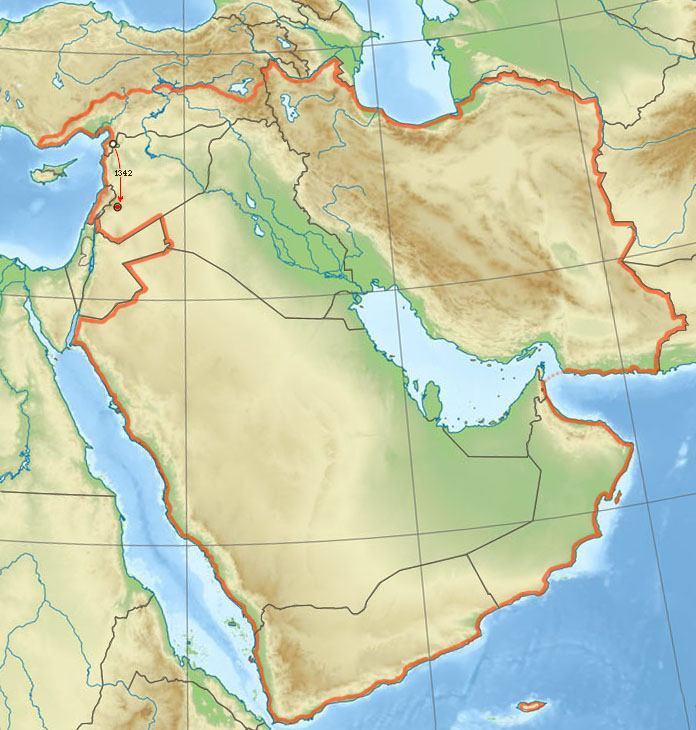
Liséré rouge: juridiction du Patriarcat orthodoxe d'Antioche et de tout l'Orient (territoire primaire).

Le patriarcat grec-orthodoxe d'Antioche et de tout l'Orient (en arabe : بطريركية أنطاكية وسائر المشرق للروم الأرثوذكس / Baṭriyarkiyyat ʾAnṭākiya wa-Sāʾir al-Mašriq li-r-Rūm al-ʾUrṯūḏuks) est une juridiction autocéphale de l'Église orthodoxe appelée aussi Église orthodoxe d'Antioche. Le patriarche, chef de cette Église, administre directement l'archidiocèse grec-orthodoxe d'Antioche et de Damas, résidant depuis le XIVe siècle à Damas (aujourd'hui capitale de la Syrie). L'actuel patriarche est Jean X d'Antioche, élu le 17 décembre 2012.
Le titre de patriarche d'Antioche est également porté par quatre autres chefs d'Église : le patriarche syriaque orthodoxe d'Antioche, le patriarche d'Antioche des maronites, le patriarche grec-catholique melchite d'Antioche et le patriarche syriaque catholique d'Antioche.

## Dénominations
L'Église grecque-orthodoxe d'Antioche est également connue sous d'autres noms :
- Église orthodoxe  d'Antioche
- Église orthodoxe romaine d'Antioche
- Église orthodoxe melkite d'Antioche
- Église orthodoxe antiochienne
- Église orthodoxe  melkite (mais ce dernier mot tend à être réservé aux grecs-catholiques)
- Église orthodoxe grecque melkite
- Église orthodoxe grecque d'Antioche
- Église antiochienne romaine

Les membres de cette Église se nomment encore الروم (ar-rūm) qui désigne « les orthodoxes » en arabe (à ne pas confondre avec الرومان / ar-rūmān, qui signifie « les Romains » dans cette même langue : cf. Hans Wehr et vocabulaire des croisades et de la Reconquista).
Au début du XXe siècle, le patriarche portait le titre de béatissime et sanctissime patriarche de la Grande Théoupolis Antioche, de la Cilicie, de l'Ibérie, de la Syrie, de l'Arabie et de tout l'Orient.

## Histoire

### Antiquité et antiquité tardive
L'Église d'Antioche fut une des premières Églises chrétiennes et une des composantes de la Pentarchie. En 424, l'Église de l'Orient (catholicosat de Séleucie-Ctésiphon) proclama son indépendance du patriarcat de l'Église d'Antioche, formant ainsi le patriarcat de l'Église de l'Orient (dont descend celui de l'Église apostolique assyrienne de l'Orient). En 451, dans l'Église d'Antioche, le concile de Chalcédoine convoqué par l'empereur byzantin Marcien aboutit à une querelle sur le monophysisme. Le patriarcat d'Antioche resta encore uni pendant près d'un siècle, mais en 557 Jacques Baradée, n'approuvant pas les textes du concile, nomma Serge de Tella patriarche d'Antioche. Cela aboutit à la scission du patriarcat en deux patriarcats : le chalcédonien (aussi appelé « melkite »), de tradition grecque et en pleine communion avec le reste de la Pentarchie, et l'autre de tradition syriaque et sorti de cette communion, qui est actuellement le patriarcat de l'Église syriaque orthodoxe.

### Moyen Âge
Pendant le VIIe siècle, après la conquête arabo-musulmane, le patriarche chalcédonien résida à Constantinople. En 686, certains fidèles du patriarcat, étant néanmoins restés de tradition syriaque et devenus des disciples d'un ermite nommé Maron, se séparèrent de lui, formant l'Église maronite (Église antiochienne syriaque maronite).
En 742, le calife omeyyade Hicham autorisa la réinstallation du patriarche de tradition grecque à Antioche. 
Au milieu du XIIe siècle (époque des croisades), le patriarche avait sous sa juridiction, selon Nil Doxopatrès (Nilos Doxapatrios) « toute l'Asie et l'Orient, y compris l'Inde » et envoyait un catholicos à Romagyris et un autre à Irenoupolis. En 637, Séleucie-Ctésiphon avait en effet été capturée par les Arabes. Située non loin, la Meilleure-Antioche, ayant continué d'être appelée الرومية (ar-rūmiyya, « la ville des Byzantins ») par les Arabes, avait été abandonnée au milieu du VIIIe siècle avec la construction de la nouvelle capitale abbasside de Bagdad et le calife al-Mansour (r. 754-775) avait transféré en 762 toute la communauté chrétienne vers la province de Chach (à l'est du Syr-Daria) en Transoxiane, avec son catholicos, constituant le catholicossat de Romagyris (appelé « catholicossat du Khorassan » à partir du Xe siècle). L'émergence, à côté de ce catholicossat, du catholicossat d'Irenoupolis (« ville de paix », équivalent en grec de l'épithète arabe de Bagdad) évoqué par le patriarche Pierre III (r. 1028-1051) comme ayant existé après la reconquête byzantine d'Antioche, est vraisemblablement due à une dispute entre les melkites de Chach et ceux qui peuplèrent Bagdad après sa construction et qui soutinrent que Bagdad était le véritable siège du catholicossat au motif que le catholicos qui était parti avec la communauté chrétienne vers la province de Chach avait auparavant résidé à Séleucie-Ctésiphon.
En 1185, le patriarche dut s'exiler à nouveau à Constantinople. Le retour du patriarche à Antioche ne fut possible qu'en 1269, après la prise de la ville par les Mamelouks égyptiens en 1268. En 1342, le patriarche s'installa à Damas.

### Époque moderne
À la suite de la mort du patriarche Athanase IV en 1724, les melkites favorables à Rome se rattachèrent officiellement au Pape, formant l'Église grecque-catholique melchite ; les autres restèrent fidèles au Patriarcat orthodoxe d'Antioche en communion avec le Patriarcat de Constantinople, formant l'Église orthodoxe d'Antioche.
L'intermède français, la campagne d'Égypte (1798-1801) du général français Bonaparte, bouscule le monde ottoman, en Égypte, mais aussi en Syrie en 1799 : siège de Jaffa, siège de Saint-Jean-d'Acre (1799), bataille du Mont-Thabor.
À l'époque du déclin ottoman, le patriarcat d'Antioche entreprit de se rendre indépendant de celui de Constantinople en jouant sur le nationalisme arabe. En 1899, avec l'appui de l'Empire russe, les orthodoxes arabes obtinrent la nomination d'un patriarche arabe et non plus grec. Lors de la révolution de 1908, ils cherchèrent l'alliance du « Comité Union et Progrès » des Jeunes-Turcs et du journal arabe Falastin pour faire prévaloir leurs droits contre le haut clergé grec qu'ils comparaient au despotisme du sultan Abdülhamid II.

## Organisation
Au début du XXe siècle, les possessions de l'Église formaient 13 éparchies :
| Éparchie                          | Résidence du prélat |
| --------------------------------- | ------------------- |
| Éparchie d'Antioche (patriarcale) | Damas               |
| Éparchie d'Alep                   | Alep                |
| Éparchie d'Amida                  | Diyarbakır          |
| Éparchie d'Arcadie                | Akkar               |
| Éparchie d'Émèse                  | Homs                |
| Éparchie d'Épiphanie              | Hama                |
| Éparchie de Laodicée              | Lattaquié           |
| Éparchie de Séleucie              | Zahlé               |
| Éparchie de Tarse et d'Adana      | Mersin              |
| Éparchie de Théodosioupolis       | Erzurum             |
| Éparchie de Tripoli               | Tripoli             |
| Éparchie de Tyr et de Sidon       | Sidon               |

L'Église a aujourd'hui sous sa juridiction 22 archidiocèses ou « métropoles », dont l'ordre de préséance, hormis pour celui du primat, est déterminé par l'ancienneté du sacre épiscopal (comme dans l'Église orthodoxe de Grèce) :
|                        | Archidiocèse                                                               | Siège                  | Titulaire actuel                   |
| ---------------------- | -------------------------------------------------------------------------- | ---------------------- | ---------------------------------- |
| Territoire primaire    | Archidiocèse d'Antioche et de Damas (patriarcal)                           | Damas                  | Jean X d'Antioche                  |
| Territoire primaire    | Archidiocèse de l'Akkar                                                    | Cheikh Taba            | Basilios Mansour                   |
| Territoire primaire    | Archidiocèse d'Alep et d'Alexandrette                                      | Alep                   | Paul Yazigi                        |
| Extension territoriale | Archidiocèse d'Allemagne et d'Europe centrale                              | Cologne                | Isaac Barakat                      |
| Extension territoriale | Archidiocèse d'Amérique du Nord                                            | Englewood (New Jersey) | vacant depuis le 17 septembre 2022 |
| Extension territoriale | Archidiocèse d'Australie, de Nouvelle-Zélande et des Philippines           | Sydney                 | Basilios Kodseie                   |
| Territoire primaire    | Archidiocèse de Bagdad et du Koweït                                        | Bagdad                 | Ghattas Hazim                      |
| Territoire primaire    | Archidiocèse de Beyrouth                                                   | Beyrouth               | Elias Audi                         |
| Territoire primaire    | Archidiocèse de Bosra, du Hauran et du Jabal al-Arab                       | Soueïda                | Saba Esper                         |
| Extension territoriale | Archidiocèse de Buenos Aires et de toute l'Argentine                       | Buenos Aires           | Jacques El Khoury                  |
| Territoire primaire    | Archidiocèse de Byblos et de Batroun                                       | Broummana              | Silouane Moussi                    |
| Extension territoriale | Archidiocèse de France et d'Europe occidentale et méridionale              | Paris                  | Ignace Alhochi                     |
| Territoire primaire    | Archidiocèse de Hama                                                       | Hama                   | Nicolas Baalbaki                   |
| Territoire primaire    | Archidiocèse de Homs                                                       | Homs                   | Georges Abou Zakhem                |
| Extension territoriale | Archidiocèse des îles Britanniques et d'Irlande                            | Londres                | Silouane Oner                      |
| Territoire primaire    | Archidiocèse de Lattaquié                                                  | Lattaquié              | Athanasios Fahed                   |
| Extension territoriale | Archidiocèse du Mexique, du Venezuela, d'Amérique centrale et des Caraïbes | Mexico                 | Ignace Samaan                      |
| Extension territoriale | Archidiocèse de Santiago et de tout le Chili                               | Santiago               | Sergios Abad                       |
| Extension territoriale | Archidiocèse de São Paulo et de tout le Brésil                             | São Paulo              | Damaskinos Mansour                 |
| Territoire primaire    | Archidiocèse de Tripoli et du Koura                                        | Tripoli                | Ephrem Kyriakos                    |
| Territoire primaire    | Archidiocèse de Tyr et de Sidon                                            | Marjayoun              | Elias Kfoury                       |
| Territoire primaire    | Archidiocèse de Zahlé et de Baalbek                                        | Zahlé                  | Antonios El Soury                  |

## Relations avec les autres Églises
L'Église est membre du Conseil œcuménique des Églises ainsi que du Conseil des Églises du Moyen-Orient.
Le patriarcat grec-orthodoxe d’Antioche organisa un « congrès antiochien » à Balamand du 25 au 28 juin 2014 sur le thème : « l'unité antiochienne : portées et exigences ». Pour l’occasion le patriarche Jean X avait invité les quatre autres patriarches qui portent le titre d’Antioche ainsi que le patriarche arménien catholique, Nersès Bédros XIX Tarmouni.
En 2015, le patriarcat orthodoxe d'Antioche rompit la communion avec celui de Jérusalem en raison du conflit de juridiction « opposant les deux patriarcats au sujet de l'Église grecque-orthodoxe au Qatar »,.